# Buff Point
Buff Point är en del av en befolkad plats i Australien. Den ligger i kommunen Wyong Shire och delstaten New South Wales, i den sydöstra delen av landet, omkring 77 kilometer nordost om delstatshuvudstaden Sydney. Antalet invånare är 3 427.
Närmaste större samhälle är Bateau Bay, omkring 19 kilometer söder om Buff Point. 
Runt Buff Point är det i huvudsak tätbebyggt. Genomsnittlig årsnederbörd är 1 393 millimeter. Den regnigaste månaden är februari, med i genomsnitt 222 mm nederbörd, och den torraste är juli, med 42 mm nederbörd.